# نادي فيلا نوفا
نادي فيلا نوفا هو نادي كرة قدم برازيلي أٌسس عام 1943. يلعب النادي في الدوري البرازيلي الدرجة الثالثة.